# Cole Escola
Cole Escola (Clatskanie, Oregón, 25 de noviembre de 1986) es un comediante no binario estadounidense, que también se desempeña como actor de cine, teatro y televisión, además de cantante. Sus trabajos más conocidos son Matthew en la comedia televisiva Difficult People, Chip Wreck en la serie de comedia negra Search Party, Montel en la animación para adultos Big Mouth; además de Mary Todd Lincoln en la comedia teatral Oh, Mary!, por la que se convirtió en la primer persona no binaria en ganar un premio Tony como mejor actor protagónico en una obra de teatro.
Cole es una persona no binaria y en inglés usa el pronombre they/them en singular.

## Biografía

### Vida personal
Escola nació y fue criado en Clatskanie, Oregon. Provienente de ascendencia finesa y noruega.A los seis años de edad Escola, su madre y su hermano fueron expulsados de su casa prefabricada por su padre, quien se encontraba armado, por lo que tras ese hecho residieron en viviendas de protección oficial. Durante ese período Escola formó parte de obras de teatro comunitario además de estelarizar producciones escolares de obras como El violinista en el tejado, Los Miserables y Little Shop of Horrors.Tras graduarse de la escuela preparatoria Escola se trasladó a Nueva York para estudiar Humanidades en el Marymount Manhattan College, aunque abandonó los estudios tras un año, dedicándose a trabajar en fiestas infantiles y en la librería de la Editorial Scholastic.
En 2022 Escola se declaró como una persona no binaria.

### Carrera
Entre 2008 y 2012 Escola participó en diversos espectáculos de cabaret en Nueva York.En el mismo año 2008 Escola conocieron al comediante estadounidense Jeffery Self, influenciados por las comedias de situación de la década de 1990 y el teatro comenzaron a desarrollar sketches surrealistas y semiguionizados para YouTube, los cuales fueron llamados "Very Good Looking (VGL) Gay Boys", el éxito del proyecto los llevó a firmar un contrato para desarrollar un programa de comedia en el canal de televisión Logo TV,el show, denominado Jeffery & Cole Casserole, fue estrenado en junio de 2009 y tuvo una duración de dos temporadas.
Entre 2015 y 2017 interpretó al personaje de Matthew en la comedia estadounidense Difficult People, Julie Klausner, la creadora del programa aseguró haber escrito al personaje pensando en Escola para su interpretación.Tras el final de esta serie Escola tuvo apariciones regulares en series como Mozart in the Jungle, Girlboss y At Home with Amy Sedaris.En 2020 Escola apareció como Chip Wreck en la comedia negra Search Party, en 2021 se convirtió en un personaje regular del mismo show.Además de iniciar a tener roles de actuación de voz en programas como El mundo de Craig, Tuca & Bertie, Big Mouth y What We Do In The Shadows. 
En 2024 escribió y protagonizó Oh, Mary!, una obra de teatro cómica basada en las vidas de Abraham Lincoln y Mary Todd Lincoln, la cual fue estrenada en Broadway en julio de 2024,luego de haber sido representada en teatros ajenos al circuito. En la obra Escola interpreta a la antigua primera dama, recibiendo premios y aclamaciones de la crítica. En junio de 2025 Escola se convirtió en la primera persona no binaria en ganar un premio Tony como mejor actor principal en una obra de teatro por su papel en la obra.
Escola también ha tenido roles de productor de series de televisión como Hacks y The Other Two.

## Filmografía

### Cine
| Año  | Título                               | Papel            | Notas        |
| ---- | ------------------------------------ | ---------------- | ------------ |
| 2010 | Size Zero                            | Actuación de voz | Video corto  |
| 2013 | Junkie Doctors                       | Boy              | Cortometraje |
| 2013 | Your Future One Dollar               | Trevor           | Cortometraje |
| 2013 | Billy & Rachel's Halloween Adventure | Papel sin nombre | Cortometraje |
| 2015 | Monologue for a Teenage Boy          | Papel sin nombre | Cortometraje |
| 2015 | Mom Commercial                       | Mom              | Cortometraje |
| 2018 | Wild Nights with Emily               | Dweeby Reader    |              |
| 2021 | Normal Gays                          | Papel sin nombre | Cortometraje |
| 2022 | Please Baby Please                   | Billy            |              |

### Televisión
| Año       | Título                                | Papel                                  | Notas                                               |
| --------- | ------------------------------------- | -------------------------------------- | --------------------------------------------------- |
| 2009      | Law & Order                           | Tim Johnson                            | Episodio: "Reality Bites"                           |
| 2009-2010 | Jeffery & Cole Casserole              | Cole                                   | 13 episodios                                        |
| 2010      | Submissions Only                      | Gay 3                                  | Serie web, episodio "Old Lace"                      |
| 2012      | Local Talent                          | Drew                                   | Episodio: "Piloto"                                  |
| 2012      | Jack in a Box                         | Breau                                  | Serie web, 3 episodios                              |
| 2013      | The 3 Bits                            | Henry Bits                             | 3 episodios                                         |
| 2013      | Smash                                 | Coat Check Clerk                       | Episodio: "The Parents"                             |
| 2013      | Ladies' Man: A MADE Movie             | Ollie                                  | Película para televisión                            |
| 2014      | Nurse Jackie                          | Robin                                  | Episodio: "Super Greens"                            |
| 2015      | Monica                                | Charles                                | 2 episodios                                         |
| 2015      | 6 Keys to Unlocking Your Diva-Tential | Jessup                                 | Película para televisión                            |
| 2015      | The Battery's Down                    | Crisch                                 | Serie web, 1 episodio                               |
| 2015-2017 | The Special Without Brett Davis       | Joyce Conner or Granny Lou             | 4 episodios                                         |
| 2015-2017 | Difficult People                      | Matthew                                | 25 episodios                                        |
| 2016      | The Chris Gethard Show                | The Human Fish's Mother                | Episodio: "Under the Sea Prom"                      |
| 2016      | The Characters                        | Booker / Cole                          | Episodio: "John Early"                              |
| 2016-2018 | Mozart in the Jungle                  | Shawn                                  | 10 episodios                                        |
| 2017      | New York Is Dead                      | Colton                                 | Serie web, 1 episodio                               |
| 2017      | Girlboss                              | Nathan                                 | 4 episodios                                         |
| 2017      | Man Seeking Woman                     | Chris                                  | 4 episodios                                         |
| 2017-2020 | At Home with Amy Sedaris              | Chassie Tucker / Chassie / Cantante #1 | 24 episodios                                        |
| 2019-2022 | Tuca & Bertie                         | Pastry Pete's Nephew                   | 13 episodios, actuación de voz                      |
| 2020      | The National Lampoon Radio Hour       | Various / Maven Crawford               | 10 episodios                                        |
| 2020      | The Shivering Truth                   | Ike                                    | Episodio: "The Burn Earner Spits", actuación de voz |
| 2020-2021 | Search Party                          | Obsessed Fan / Chip Wreck              | 10 episodios                                        |
| 2020-2022 | Craig of the Creek                    | The Secret Keeper                      | 2 episodios, actuación de voz                       |
| 2021      | Summer Camp Island                    | Sea Slug                               | Episodio: "Sea Bunnies", actuación de voz           |
| 2021      | What We Do in the Shadows             | Gargoyle                               | Episodio: "The Escape", actuación de voz            |
| 2021-2023 | Teenage Euthanasia                    | Dillan Jeremy / varios personajes      | 5 episodios, actuación de voz                       |
| 2021-2022 | Ziwe                                  | Varios personajes                      | 5 episodios, también guionista                      |
| 2021-2024 | Baby Shark's Big Show!                | Goldie / varios personajes             | 47 episodios, actuación de voz                      |
| 2022      | Would I Lie to You?                   | Self                                   | Episodio: "Allowance PowerPoint"                    |
| 2022      | Big Mouth                             | Montel / Alison                        | 7 episodios, actuación de voz                       |
| 2023      | Frog and Toad                         | Gopher                                 | 7 episodios, actuación de voz                       |
| 2023      | Digman!                               | Gustavia                               | Episodio: "The Puff People", actuación de voz       |
| 2023      | Human Resources                       | Montel                                 | 8 episodios, actuación de voz                       |
| 2024      | Life & Beth                           | Cole                                   | 4 episodios                                         |
| 2024      | The Girls on the Bus                  | Dale                                   | 4 episodios                                         |
| 2024      | Fantasmas                             | Dina                                   | Episodio: "The Void"                                |
| 2025      | Jeopardy!                             | Sí-mismo / Mary Todd Lincoln           | Episodio: 14 de abril de 2025                       |